# 로즈버드 (기업)
로즈버드(Rosebud)는 대한민국의 커피 테이크아웃 체인점이다. 대상그룹에 소속되어 있다.
1999년 2월 첫 매장을 낸 이후로, 2001년 8월에 100번째, 이듬해 12월에 200번째 점포를 열었다.
본래 대상(주) 커피사업본부에 있다가 2001년 (주)로즈버드로 분리되었다.
2007년 현재 점포 수가 300개를 넘어 커피 체인점 중에 가장 많은 수를 확보하고 있지만, 소규모 점포가 주를 이룬다.